# هانس شوایر
 هانس شوایر (انگلیسی: Hans Schwaier؛ زادهٔ ۲۴ مارس ۱۹۶۴) یک تنیس‌باز اهل آلمان غربی است. 